# 正子斷層造影

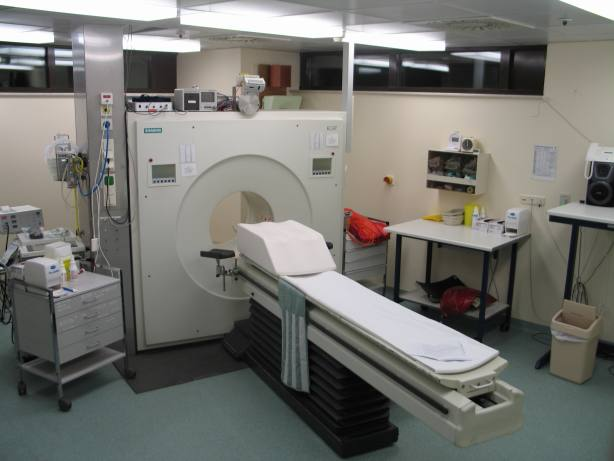
典型的正电子发射计算机断层扫描（PET）設備圖片

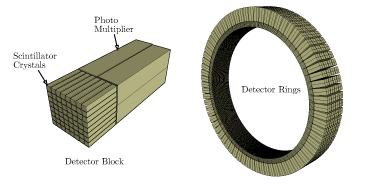
侦测器模块和PET探头的示意图（此处为西门子ECAT Exact HR+）

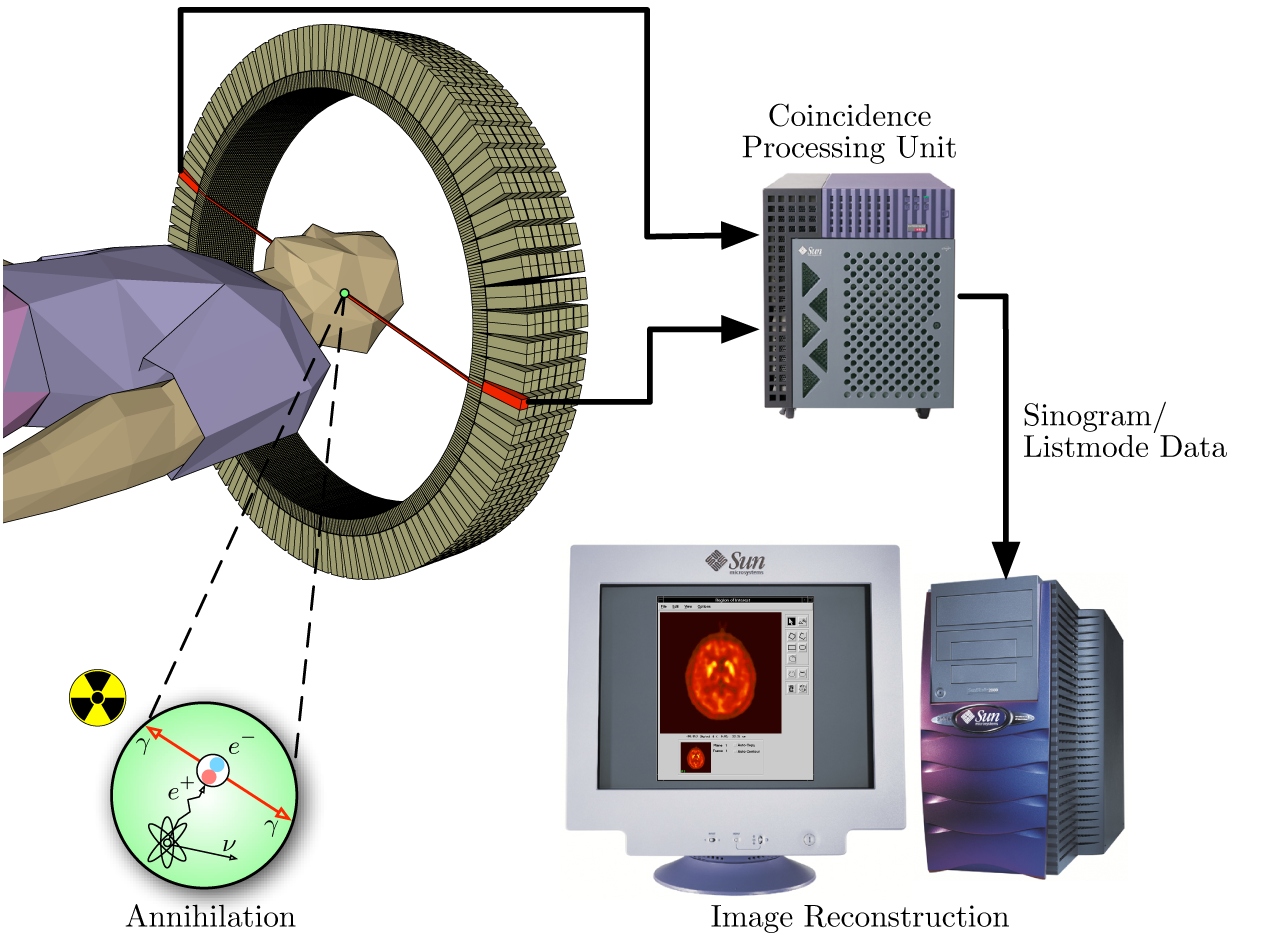
PET数据采集流程示意图

典型的最大強度投影(MIP) ^{18}F-FDG全身PET影像擷取

正电子发射断层扫描（英語：Positron emission tomography，简称PET）简称正子斷層造影、正电子成像术，是一种核医学临床检查的成像技术。PET技术是目前唯一的用解剖形态方式进行功能、代谢和受体显像的技术，具有无创伤性的特点并能提供全身三维和功能運作的图像。正电子发射计算机断层扫描既是医学也是研究的工具。在肿瘤学临床醫學影像和癌扩散方面的研究方面有着大量的应用。

## 准备工作
進行掃描前，人們使用半衰期較短的放射性同位素示蹤劑（或稱為顯影劑，如氟化脫氧葡萄糖，其放射性同位素为氟-18，常用于肿瘤成像），其衰變過程會放射出正電子，將其通過化學反應置換到生物體容易代謝的分子裡，然後把它注射入生物體內（通常進入血液循環）。人們需要等待一段時間，使該分子進入生物體的代謝系統中（常用的氟化脫氧葡萄糖，醣類的一種，一般等待時間在一個小時左右）並集中於需確認的器官，然後將實驗對象或患者安置在影像掃描器上。

## 扫描器
当注射到人体内的放射性同位素经历正电子放射衰变时（又称为正电子的β衰变），它释放出一个正电子（即一个电子相对应的反粒子），在经历了几个毫米的旅行后，正电子将會與生物體中的一個电子遭遇并產生電子對湮滅，产生一对湮灭光子射向几乎背對背的两个方向。当它们遇到偵測器中的闪烁晶体物质时，会造成一点光亮，而被光敏感的光电倍增管或雪崩光電二極體所探测到。此种技术依靠对于一对光子的并发事件（同時事例）探测，非同时發生抵達偵測器（即相差几个奈秒以上的时間）的光子将被視為背景事件而不考虑在其中。

## 影像重建
PET扫描器获得的原始数据是一系列由探测器获得，由正子與電子湮灭產生的一對光子的并发事件。每个并发事件背后，有一个正电子逸出，从而引发一个湮灭事件，在空间中同时射出背向的两个光子并被捕捉到。
并发事件重组成投影图像，成为sinograms。sinograms被多角度和方向排列组合後，构成3维图像。普通的一次PET扫描，数据量达到几百万个事例，而相對於電腦斷層掃描（CT）則可以达到几十亿个事例。由此可見，PET数据遭遇的散射和偶发事件（即背景事件）比率远比CT为多。
事实上，人们需要非常多地对数据进行预处理，校正由随机并发造成的影响，估计并去除散射的光子，探测头不工作期（dead-time、每次探测到一个光子之后，探测头需要一個短暫的恢復時間）的校正，及探测器敏感性校正（为探测头内在敏感性及由于并发事件发生的角度产生的敏感性）。

## 安全考虑
PET扫描是非侵入性的，但是会暴露在放射性同位素下。放射总量很少，通常在7个毫单位西弗（Sv）左右。与之相比，在英国平均每年环境辐射达到2.2 mSv，胸部X光辐射0.02 mSv，CT胸部辐射8 mSv，空中乘务人员每年接受辐射2-6 mSv，而在康沃爾郡每年环境辐射达到7.8 mSv。（数据来源，英国国家辐射保护协会）。然而，在临床应用领域，PET一般与CT同时运用，介于PET对软组织成像的优势结合成熟的CT技术，PET/CT是现在商业PET的主要形式，市面上几乎没有独立的医用PET销售。

## 应用
PET可用于肿瘤学诊断。在进行这种检查前，会先为受试者注射显影剂氟化脫氧葡萄糖（18F-FDG）。氟化脫氧葡萄糖是一种葡萄糖的类似物。相比普通的葡萄糖分子，氟化脫氧葡萄糖的一个羟基基团被氟的放射性同位素氟-18取代，因此具有放射性，会持续向外放出正电子。因为二碳位上的羟基被氟原子取代，氟化脫氧葡萄糖进入细胞被磷酸化后，不能被进一步代谢；又因带有电荷，也不能通过细胞膜上的通道蛋白运出细胞。因此，一旦氟化脫氧葡萄糖进入细胞，在氟-18衰变前，较长时间内都会以磷酸化形式留在细胞内。癌细胞对葡萄糖的消耗量较高，因此，如果受试者体内存在癌细胞，在注射氟化脫氧葡萄糖后，癌细胞会摄入相对多的氟化脫氧葡萄糖。由此，利用PET检测出信号强（放射性强）的部位就可能存在癌细胞。根据得到的检测结果，就可以达成对恶性肿瘤的诊断。

## 外部連結
- Kim, Su-Jin; Doudet, Doris J.; Studenov, Andrei R.; Nian, Cuilan; Ruth, Thomas J.; Gambhir, Sanjiv Sam; McIntosh, Christopher H.S. . Protocol Exchange. 21 December 2006  [2019-01-02]. doi:10.1038/nprot.2006.491. （原始内容存档于2019-03-16）.
- Hofman, Michael S.; Hicks, Rodney J. . Cancer Imaging. 18 October 2016, 16 (1): 35. PMC 5067887 . PMID 27756360. doi:10.1186/s40644-016-0091-3.
- The nuclear medicine and molecular medicine podcast （页面存档备份，存于）—Podcast
- Positron Emission Particle Tracking （页面存档备份，存于） (PEPT)—engineering analysis tool based on PET that is able to track single particles in 3D within mixing systems or fluidised beds. Developed at the University of Birmingham, UK.
- PET-CT atlas Harvard Medical School （页面存档备份，存于）
- National Isotope Development Center （页面存档备份，存于）—U.S. government source of radionuclides including those for PET—production, research, development, distribution, and information